# Flachriemen

Querschnitt: Riemen auf einer Riemenscheibe (demonstrativ überhöht ‚ballig‘ gezeichnet)

Flachriemen sind Treibriemen mit flachem, meist rechteckigem Querschnitt. Sie erreichen einen sehr hohen Wirkungsgrad (bis über 98 %).
Flachriemen wurden früher vorwiegend aus Leder hergestellt. Später kamen Gummi-Geweberiemen hinzu, die weitaus formstabiler und feuchtigkeitsunempfindlicher sind. Heute werden Flachriemen neben Leder oft aus Kunststoff (Polyamid, Polyester oder Aramid), sowie aus Leder-Kunststoff-Laminaten hergestellt. Die Kunststoffschicht kann im Inneren feste Kunstfasern oder Stahldrähte enthalten. Gummiumhüllungen oder Lederschichten können den Reibungskoeffizienten erhöhen. Bei beidseitig gleicher Oberfläche und Umhüllungsdicke können sie ggf. sowohl mit der Vorder- als auch mit der Rückseite Flachriemenscheiben antreiben.
Flachriemen hatten eine tragende Rolle in der Industrialisierung des 18. und 19. Jahrhunderts. Mittels Wellen, die meist an der Decke des Fabrikgebäudes verliefen (siehe Transmission), wurde über die Riemen die Kraft eines zentralen Antriebs – meist ein Wasserrad oder eine stationäre Dampfmaschine – den verschiedensten Anwendungen zugeführt. Mit dem Billigerwerden von kleineren Motoren (Elektro- oder auch Druckluftmotoren) ging man zum Einzelantrieb der Werkzeugmaschinen über, so wurde die mechanische Energieverteilung mittels Transmission zunehmend verdrängt und ist heute nur noch gelegentlich in einigen Entwicklungsländern anzutreffen.
Um zu verhindern, dass der Riemen von den Scheiben läuft, kann die Lauffläche der Scheibe in geringem Maß nach außen gewölbt (ballig) ausgeführt werden; der Riemen zentriert sich so von selbst (später genormt in DIN 111:1982-08). Alternativ kann der Riemen auch mittels Führungsgabeln in der gewünschten Position gehalten werden.
Im Wasserturbinenbereich wurden auf Getriebe mit einem 1000 mm breiten Flachriemen bis zu 1,5 MW übertragen.

## Verbindung der Enden
Die Lederriemen werden bei schwereren Riemen meistens an den Enden verschraubt oder die Enden werde mit gefächerten Klammerösen aus Blech oder Klammerkrallen aus Draht (siehe Bild), dem Riemenschloss, beschlagen und durch einen metallenen Rundstab, den Schlossstift, miteinander verbunden. Diese metallene Verbindungsstelle erzeugt bei jeder Berührung der Riemenscheiben ein monotones „klack, klack“. An der Frequenz kann man somit auch die Geschwindigkeit erkennen. ‚Langsam‘ bedeutet bei manchen Anlagen Schwergang/Belastung und ‚schnell‘ ist mit Leerlauf gleichzusetzen.
Später wurden Flachriemen entweder abgeschrägt geschliffen oder in die einzelnen Schichten aufgespalten und schräg verklebt, wodurch eine höhere Laufleistung erreicht wurde. Die lösbare Verbindung hat jedoch den Vorteil, dass man sie auch an unzugänglichen Stellen ohne Ausbau der Antriebsscheiben auflegen kann, da man sie vor Ort verbindet. Nach längerem Betrieb dieser Flachriemen werden diese von den Riemenscheiben glatt gedrückt. Gegen das Durchrutschen dieser glatten Riemen kann ein (Adhäsions-)Riemenfett auf die Flachriemen aufgetragen werden, was den Schlupf mindert.
Heute kann man Flachriemen in einem Stück herstellen. Bei unbewehrten Gummiriemen ist das durch Urformen möglich, bei gewebeverstärkten Riemen werden Kunstfaser-Fäden in mehreren Windungen gewickelt und dann mit Elasten, zum Beispiel Gummi, umhüllt.

Flachriemenverbindungen
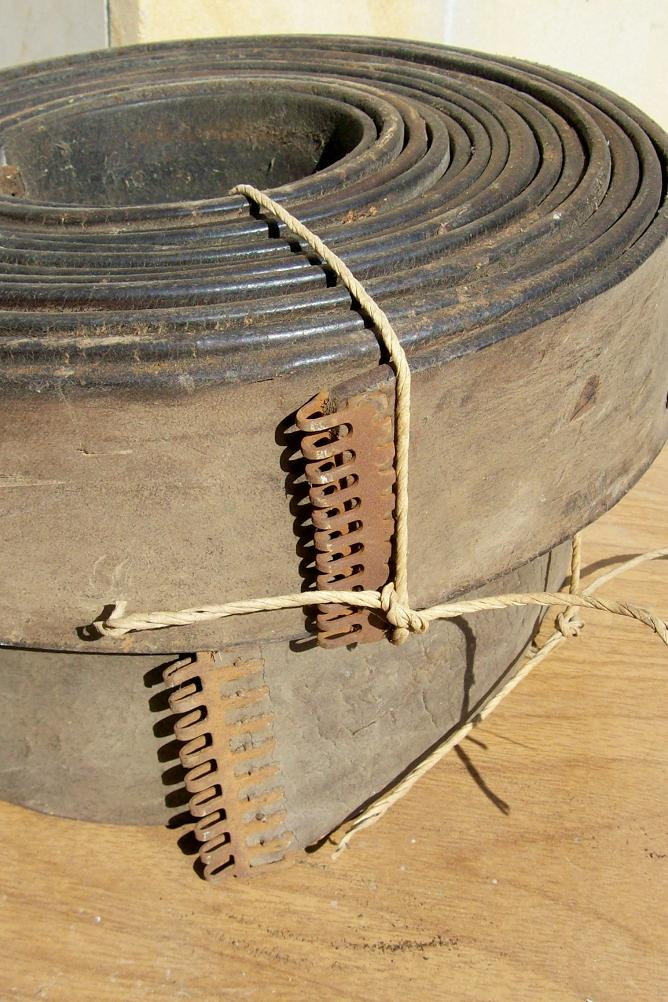
Typische Verbindungsausführung durch in Blech gearbeitete Ösen an Leder-Flachriemen einer Transmission vom Anfang der Industrialisierung
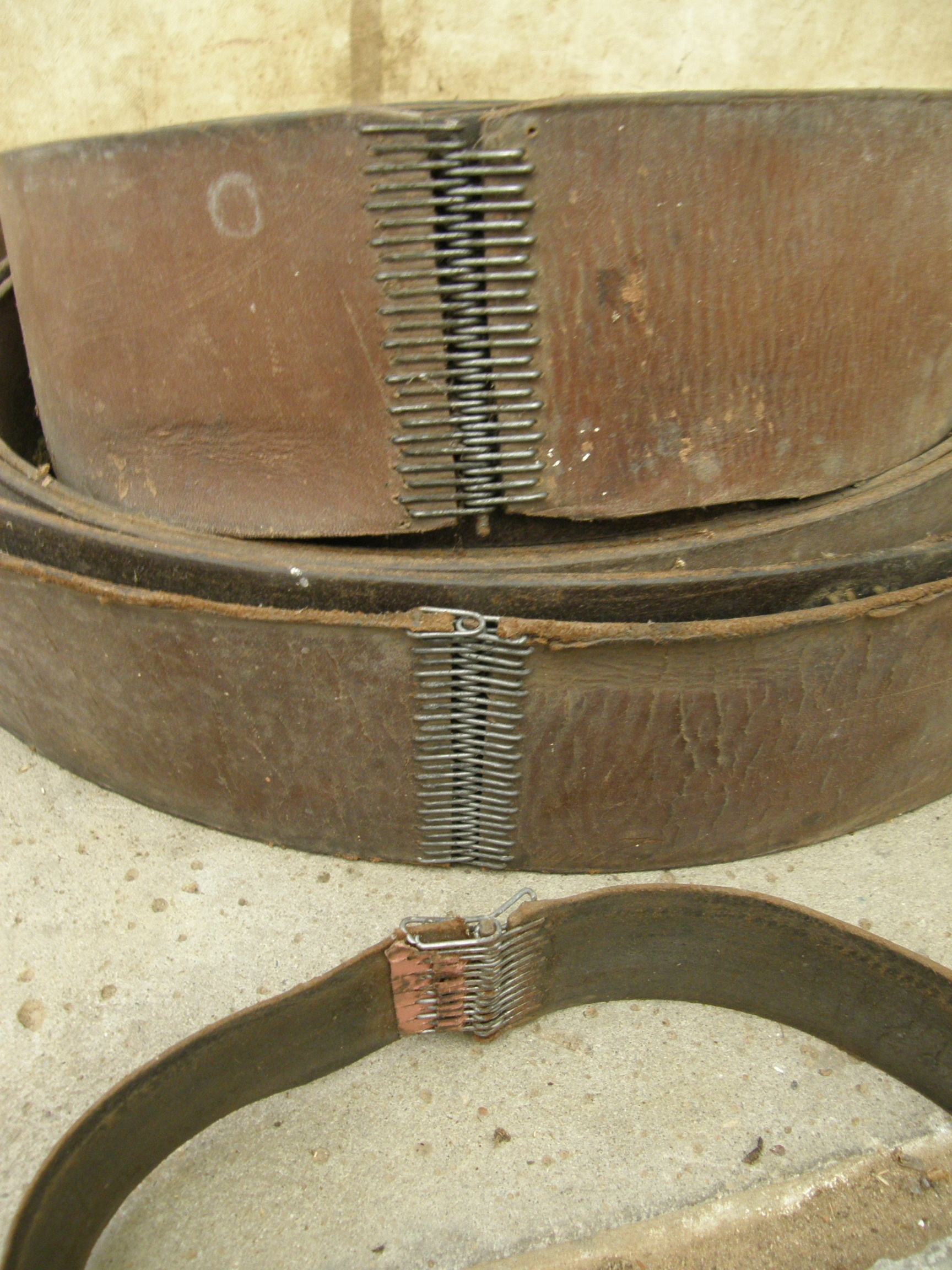
Riemenschloss-Krallen wurden gebündelt auf Papierstreifen ausgeliefert, bevor sie zum Einsatz kamen (unten: Krallen noch im Papierstreifen)
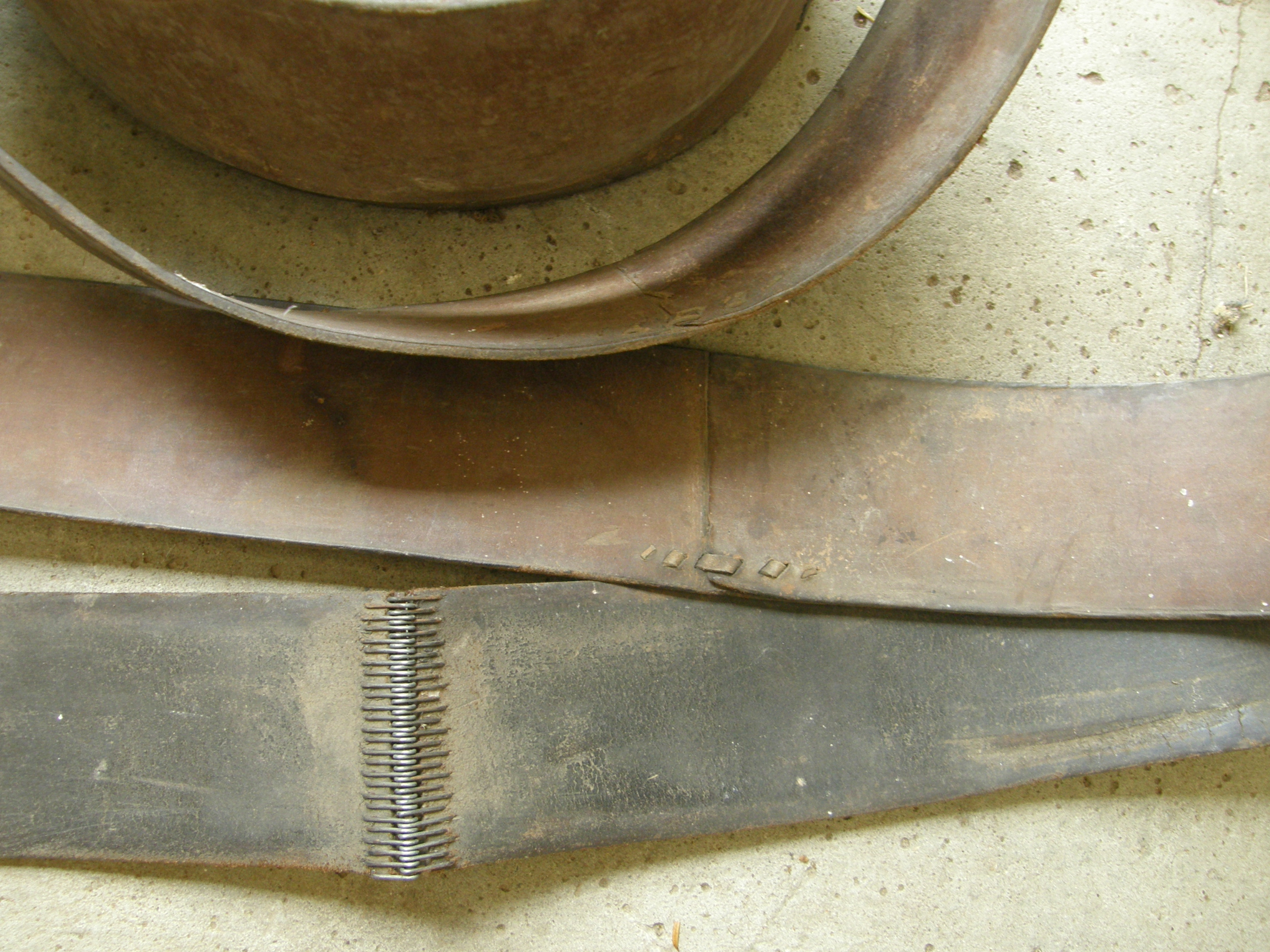
Die Lederschäftung (Klebung) von kurzen Lederstreifen, um einen sehr langen Treibriemen zu erhalten, zusätzlich mit einer Lederstreifen-Naht versehen
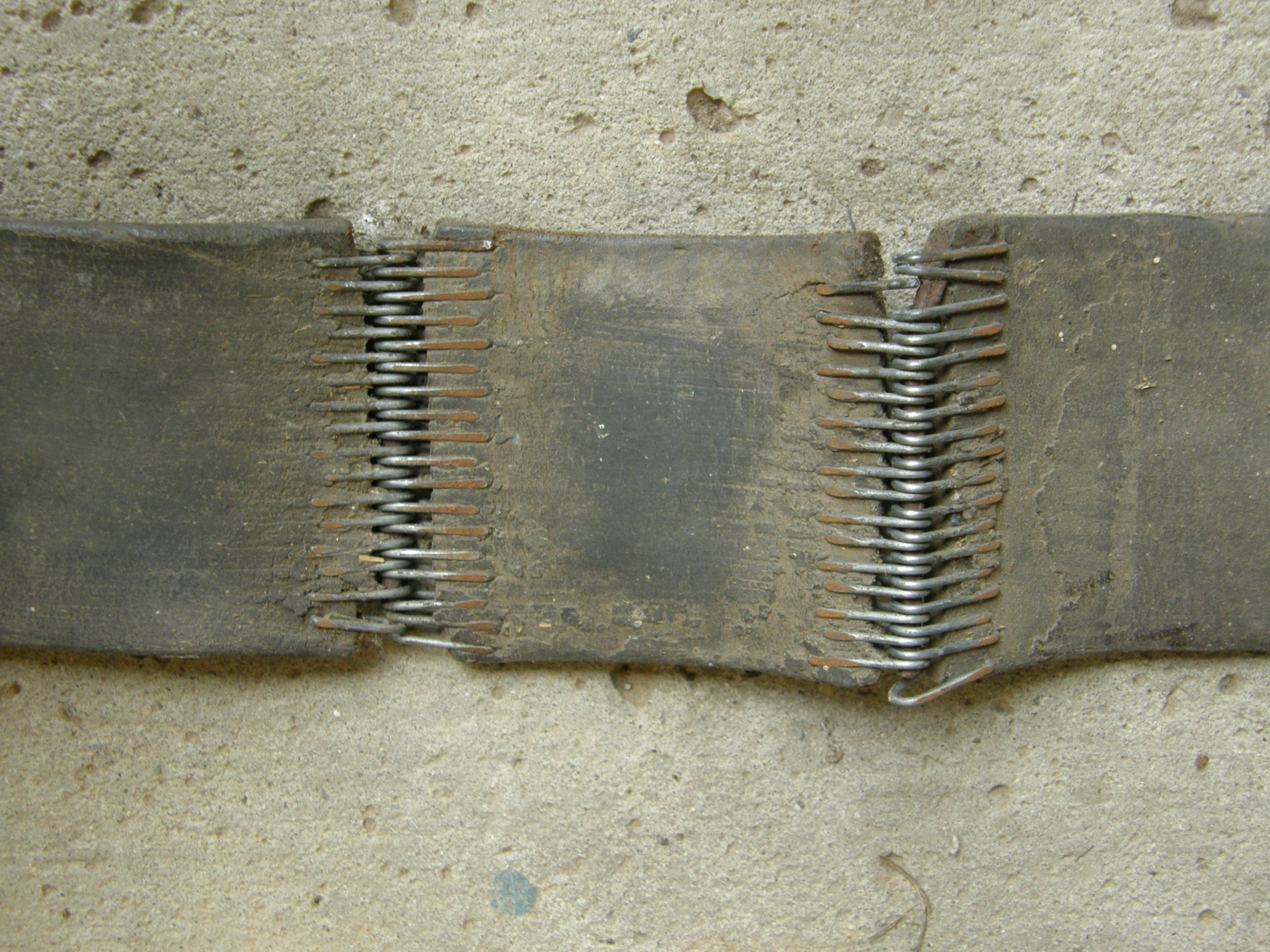
Verlängerung mit zwei Riemenschlössern nebeneinander

Flachriemen im Einsatz
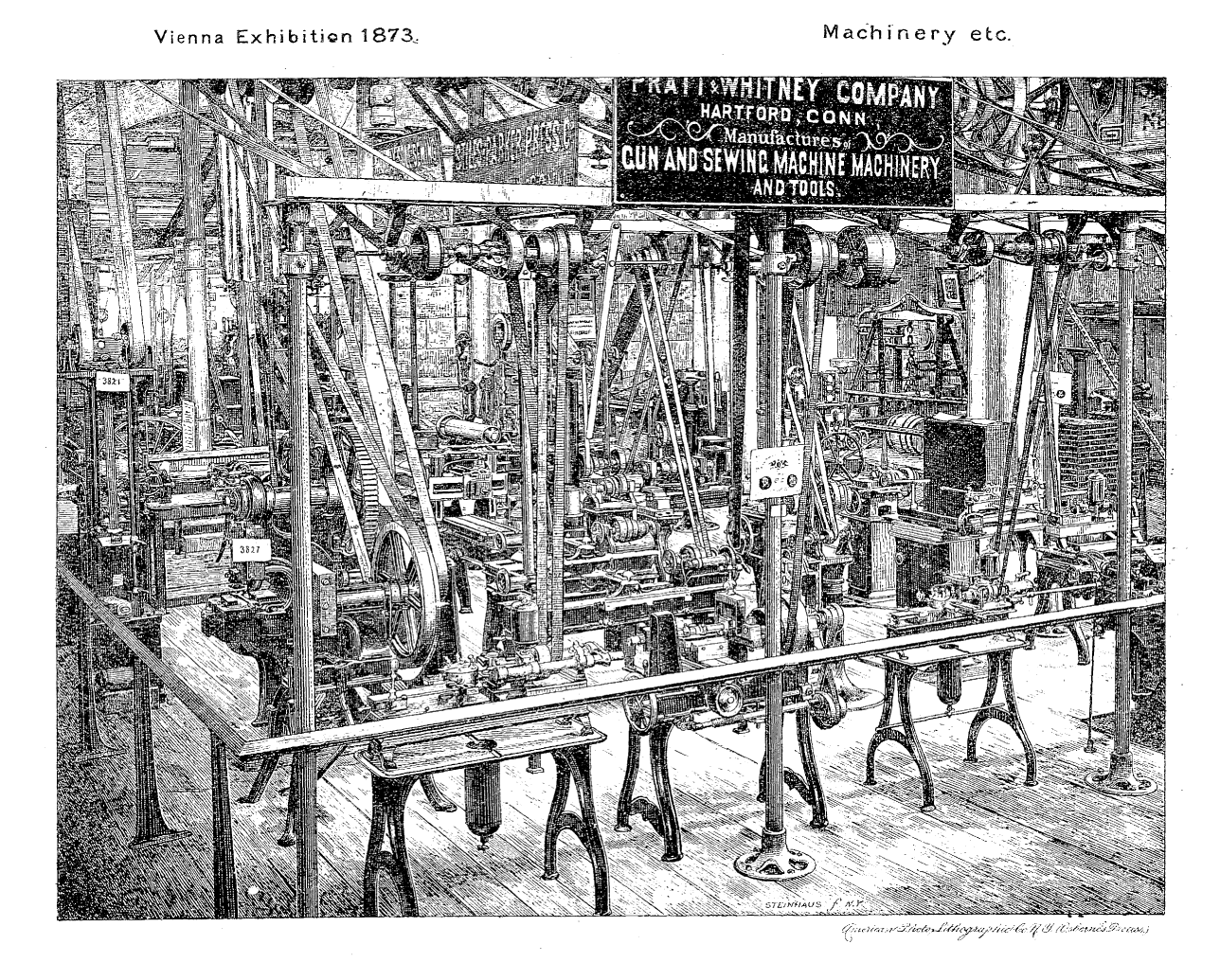
Flachriemen im Betrieb
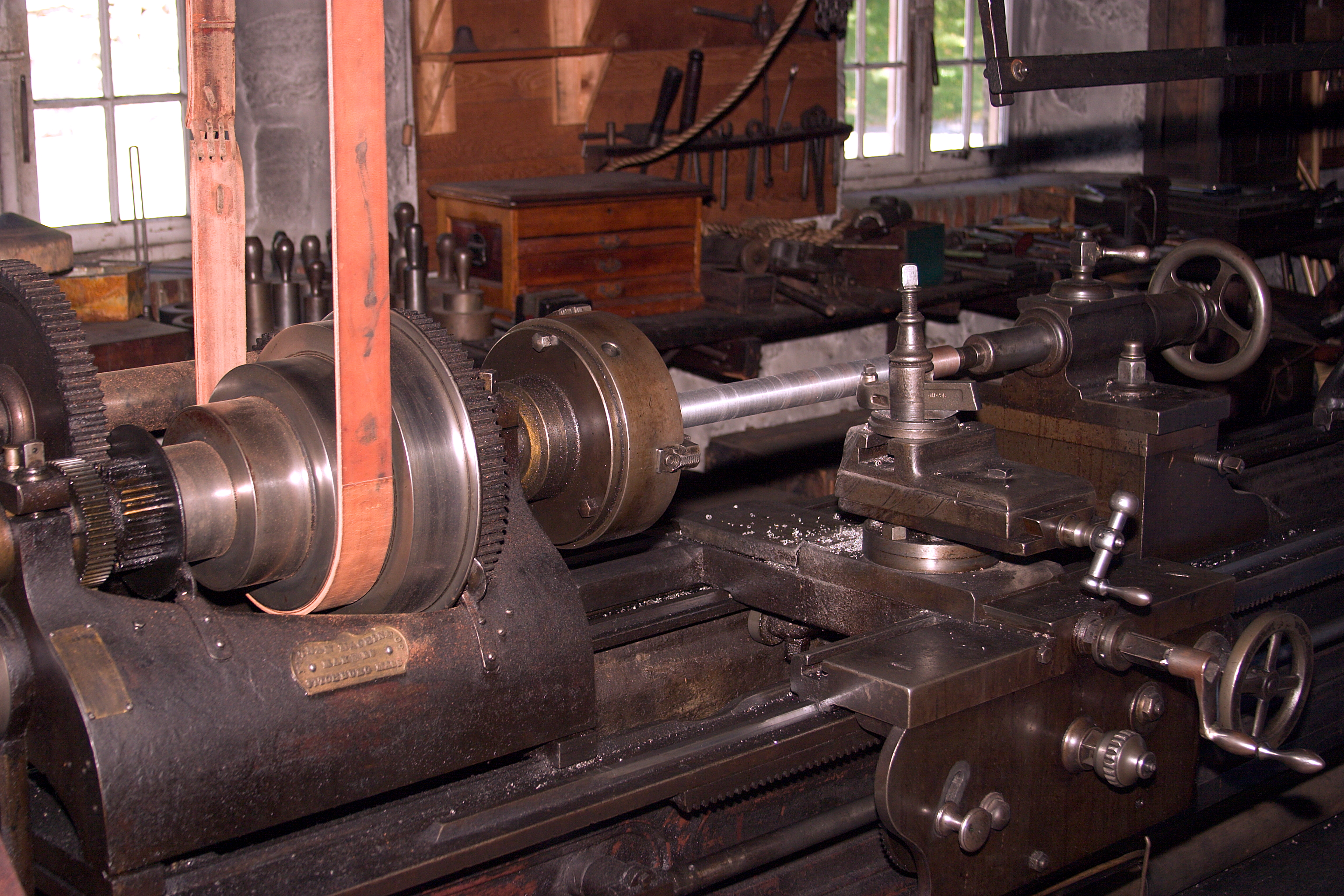
Mit Lederstreifen genähter Flachriemen an einer Drehbank
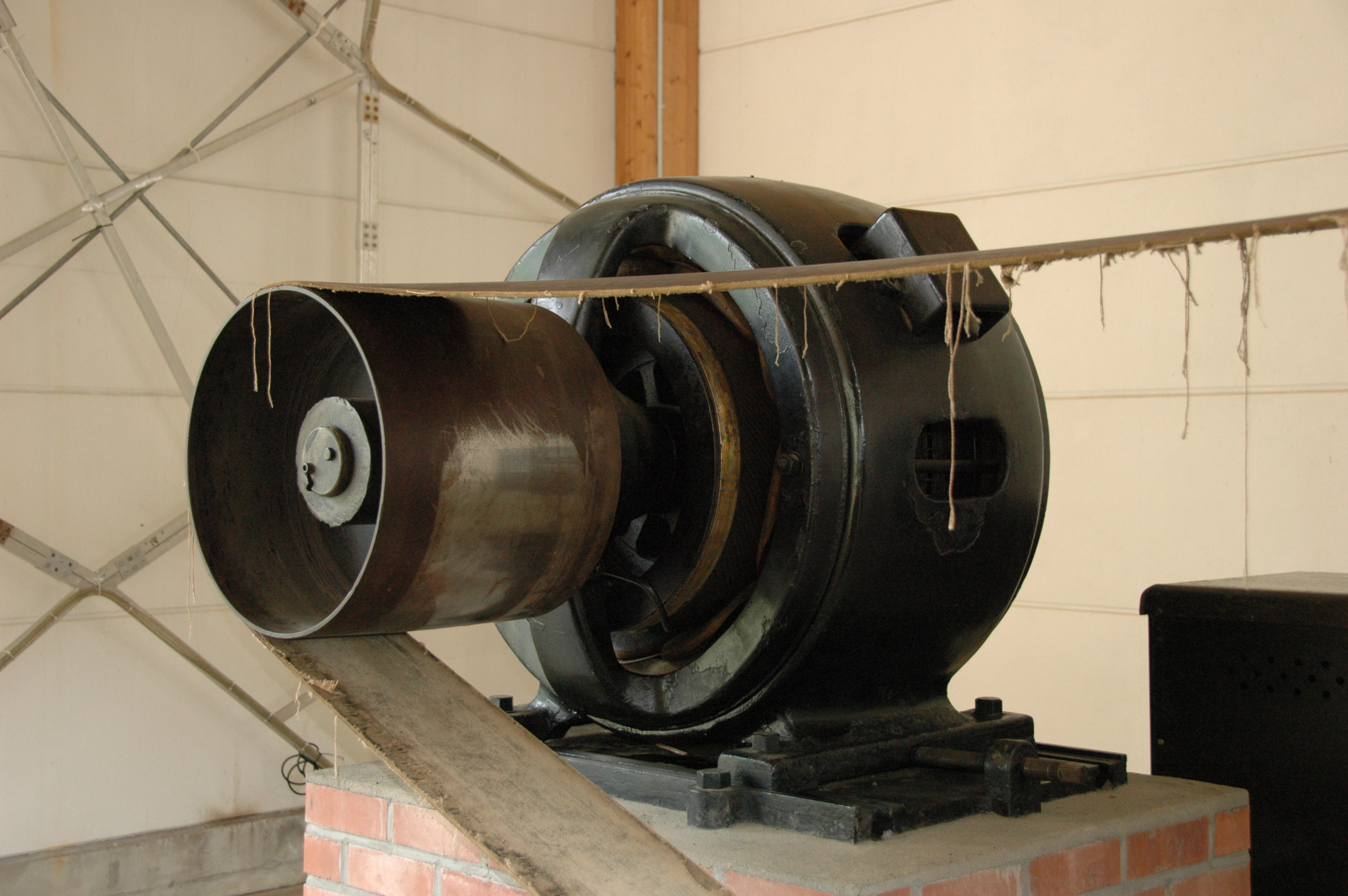
Beschädigter Flachriemen
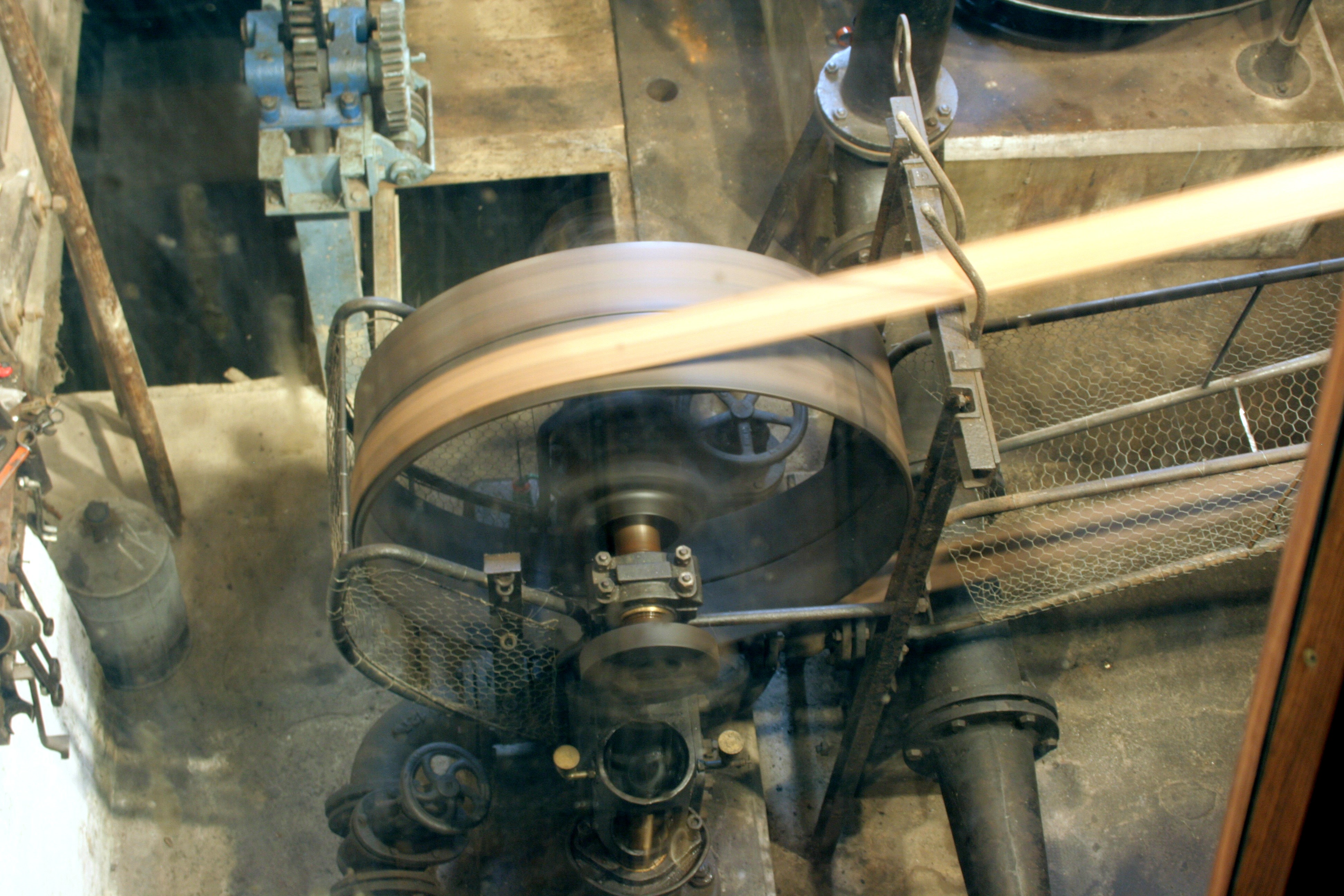
Flachriemen in einer Führungsgabel